# Maxim Kuraner
Maxim Kuraner (16 décembre 1901 à Metz - 26 mars 1978 à Neustadt an der Weinstraße) est un homme politique allemand (SPD). Il fut membre du Landtag de Rhénanie-Palatinat de 1950 à 1959.

## Biographie
Fils d'un artisan boucher, Maxim Heinrich Kuraner voit le jour à Metz, en Lorraine annexée, le 16 décembre 1901. Après le collège, le jeune Maxim suit une formation en commerce, puis entre, comme stagiaire, dans l'édition. En 1919, il devient membre de la Ligue des jeunes communistes d'Allemagne. Deux ans plus tard, il adhère au KPD, le Parti communiste d'Allemagne. De 1924 à 1927, Kuraner assure la fonction de secrétaire pour la section locale du parti à Trèves. Il rejoint le siège du parti communiste à Berlin en 1933. 
Après l'arrivée des nazis au pouvoir, Maxim Kuraner doit fuir à l'étranger, pour ne pas être incarcéré. Il travaille alors à Paris, pour les éditions de l'Humanité. En 1936, Maxim, alias Max, prend part à la guerre civile espagnole, dans les Brigades internationales. À Madrid, il fait alors fonction de commissaire politique dans la XIe Brigade internationale. Il rentre en France en 1939. Au début de la guerre, Kuraner est interné par le régime de Vichy. Au camp du Vernet, en Ariège, il fait la connaissance de Franz Bögler, un membre du SPD, qui influencera plus tard son parcours politique. Relâché en 1943, il entre dans la Résistance.
De retour en Allemagne en 1946, Maxim Kuraner rejoint le SPD, le Parti social-démocrate d'Allemagne. Il devient éditorialiste politique du quotidien Die Rheinpfalz, le plus grand quotidien du Palatinat rhénan. En 1947, il rentre au Conseil municipal de la commune de Neustadt an der Weinstraße, avant d'être nommé secrétaire du SPD pour le district du Palatinat. À partir de 1948, Kuraner est membre de la commission d'épuration politique du land de Rhénanie-Palatinat. Le 13 janvier 1950, il remplace Friedrich Schmidt au Landtag de Rhénanie-Palatinat, poste qu'il occupe jusqu'en 1959. 
Maxim Kuraner décéda le 26 mars 1978 à Neustadt an der Weinstraße, en Rhénanie-Palatinat.

## Sources
- Bruno Jahn (dir): Die deutschsprachige Presse. Ein biographisch-bibliographisches Handbuch, K. G. Saur Verlag, Munich, 2005 (p.594).
- Hermann Weber, Andreas Herbst: Deutsche Kommunisten. Biographisches Handbuch 1918 bis 1945, überarbeitete und stark erweiterte Auflage, Karl Dietz, Berlin, 2008.